# World War Three
"World War Three" (KBS 방영 제목 : 제3차 세계대전)은 영국의 텔레비전 공상과학 드라마 《닥터 후》 첫번째 시리즈의 다섯번째 에피소드이다. 각본은 러셀 T 데이비스, 감독은 키스 보크가 맡았으며 영국에서 2005년 4월 23일에 처음으로 방영되었다. 이 에피소드는 4월 16일에 방영된 "World War Three"와 함께 두 파트로 나뉜 이야기 중 두 번째 에피소드이다.
에피소드의 줄거리를 보면, 외계 시간여행자 닥터 (크리스토퍼 에클스턴)과 그의 동행자인 로즈 타일러 (빌리 파이퍼)는 상업을 목적으로 지구를 팔아먹으려는 외계인 일가족 슬리딘의 계략을 저지시키기 위해 로즈의 남자친구 미키 스미스 (노엘 클라크), 엄마 재키 타일러 (커밀 코두리), 해리엇 존스 국회의원 (퍼넬로피 윌턴)과 한팀이 된다. 다우닝 가 10번지로 침입해 들어간 슬리딘은 지구에 제3차 세계 대전을 일으키고 남는 무기들을 팔기 위해서 유엔이 핵무기 활성화 암호를 해제하게 만드는 계략을 세운다.

## 줄거리
"Aliens of London"의 절정 부분과 이어지면서 시작된다. 닥터는 슬리딘이 보내는 전기 펄스에 살아남아 반격하고, 미키 스미스는 조사 경감으로 위장한 채 재키 타일러에게 조금씩 다가가던 슬리딘이 전기 펄스에 걸리자 한쪽으로 밀쳐낼 수 있게 된다. 닥터는 경찰들을 동원하려 하지만, 돌아올 즈음에 슬리딘이 자신들의 옷차림으로 되돌아간 상태였다. 닥터는 다우닝 가 10번지의 윗층으로 탈출하고 내각 회의실에서 로즈와 해리엇을 재회한다. 닥터는 방을 봉쇄하기 바로 직전 슬리딘을 대면하고 그들이 종족이 아닌 일가족이란 것을 알게 된다. 슬리딘은 자신들이 지구를 침공하고 있는 것이 아니라 돈벌기를 목적으로 지구를 습격하고 있는 것이라고 닥터에게 말해준다.
슬리딘이 내각실의 모든 통신수단을 차단했지만  로즈의 휴대폰은 기능이 대체되었었기 때문에 미키와 재키에게 연락할 수가 있었다. 닥터는 미키에게 컴퓨터로 UNIT 홈페이지 내로 로그인 하는 법을 지시해주고, 정보를 이용해 슬리딘의 우주선은 지금 북해에 있으며 신호를 송출하고 있다는 사실을 알아낸 뒤 그것을 해독하려 한다.
그린과 다른 슬리딘은 국가 안보 사태를 선포하고 런던 상공에 떠 있다고 하는 허구의 모선에 맞선 핵공격의 개시를 위해서 유엔에게 활성화 암호 해제를 요청한다. 닥터는 사실 슬리딘이 제3차 세계 대전을 시작하려고 다른 국가들에게 무기들을 발사한다는 계략을 세우고 있다는 것을 깨닫는다. 슬리딘은 지구에 남는 방사능을 연료 자원으로 판매할 계획을 세워 놓고, 미키가 해독해낸 아까 그 신호를 통해서 이미 광고를 개시하고 있었다. 닥터는 미키가 해군 잠수함 관제실로 해킹해 들어간 뒤 미사일 한 대를 다우닝 가 10번지로 발사하도록 도와준다. 미사일이 타격될 때 슬리딘은 폭발에 휩싸이고 닥터, 로즈, 해리엇은 방 구석에 숨어 모두 살아남는다. 언론에서는 이 사고를 조작으로 일축한다.
그런 뒤 재키는 닥터를 저녁식사에 초대하나 닥터는 거절한다. 닥터는 자신에 대한 웹상의 모든 언급을 삭제할 CD 하나를 미키에게 주고 인터넷에 업로드하도록 시킨다. 또한 그는 미키에게 자기와 같이 여행할 기회를 몰래 권하지만, 미키는 자신이 너무 두렵고 추스리지 못하게 될 것이라고 인정하면서 사양한다. 그는 닥터에게 자기가 걱정한다는 것을 로즈보고 말하지 말아달라고 부탁한다. 로즈는 꽉 찬 배낭을 매고 도착하고는 닥터에게 미키도 같이 갈 수 있냐고 묻고, 닥터는 나한테는 미키가 타디스에 있는 건 별로라고 말하면서 미키 대신 답해준다.

### 다른 에피소드와의 연관성
2006년 에피소드 "Love & Monsters"에서 '배드 울프' 바이러스가 로즈 타일러에 관한 모든 언급을 삭제했다고 언급된다. 같은 에피소드에서 닥터는 슬리딘의 고향 행성인 락사코리코팔라파토리우스에는 클롬이란 이름의 자매 행성이 있다는 것을 알게 된다.
"The End of the World"에서 시작된 주제인 '배드 울프'는 이 에피소드에서도 계속 이어진다. 미국 뉴스 아나운서가 유엔의 결정을 'Mal Loup'이란 이름으로 보도하는데, 'Bad Wolf'를 프랑스어로 어설프게 번역시킨 말이다.
"Boom Town" 에피소드와 〈Attack of the Graske〉에서 더불어 등장하는 슬리딘은 BBC 북스의 《The Monsters Inside》 (블라시린이라고 부르는 같은 종족의 다른 일가족과 함께 등장)과 《The Slitheen Excursion》에서도 다시 돌아와 등장한다. 또한 사라 제인 어드벤처의 에피소드인 〈Revenge of the Slitheen〉,〈The Lost Boy〉,〈From Raxacoricofallapatorius with Love〉에서도 등장한다.
해리엇 존스는 "The Christmas Invasion"에 등장하는데, 이 때는 수상이 되어 있었다. 이후 해리엇은 "The Stolen Earth"에서도 등장하는데 여기서는 자신을 전 수상으로 언급한다. 평행 우주판 해리엇 존스도 "Doomsday"에서 언급된다.
"The Sound of Drums" 에피소드에서 마스터는 다시 새로 지어진 다우닝 가 10번지에서 내각을 수립하고, 이 에피소드에서 벌어졌던 건물 파괴를 언급한다.